# Ritratto di neonata nella culla
Ritratto di neonata nella culla (in inglese Newborn Baby in a Crib) è un dipinto ad olio su tavola, databile 1583 ca. e di recente attribuito a Lavinia Fontana.

## Storia e descrizione
Questo dipinto, acquisizione recente al catalogo di Lavinia Fontana, è stato identificato in base alla interpretazione di annotazioni ottocentesche come questa, che risale al 1841: «Puttino reale che giace in letticciuolo ornatissimo, involto in pannicelli e fregiato di collana». L'attribuzione e la data sono state ricostruite da Angela Ghirardi, sulla base di dipinti firmati e datati, tra cui le due tele con i ritratti di Antonia Ghini e di Ippolita Savignani, datate 1583.
All'interno di una culla, che appare quasi una preziosa teca, è deposta una bambina di pochi mesi, gli occhi aperti e curiosi, che ha al collo una lunga collana di perle. Il lettino-culla di legno scuro, con leggere tende bianche raccolte sul baldacchino, è finemente intarsiato con racemi vegetali, realizzati in legno più chiaro. Adagiata tra le colonnine scanalate e rivestite di un nastro di tessuto bianco con pizzo, coperta da un lenzuolo di lino orlato di merletti, la bambina è avvolta in fasce a punto reticello che le costringono le braccia aderenti al corpo. Sullo sfondo si intravede l'interno della casa con una donna, forse una balia, forse una serva.
L'iconografia rappresenta una novità, prima ignorata nel panorama della pittura italiana. Esistono già consuetudini e vincoli, nella iconografia tradizionale riferita a bambini di stirpi reali, come chiaramente appare nel dipinto di Sofonisba Anguissola che rappresenta le Infante Isabella Clara Eugenia e Caterina Michela. Un sentimento dell'infanzia introduce nella iconografia anche bambini appartenenti alla nobiltà e a famiglie altolocate; ma un'etichetta ferrea detta uno stile rigoroso, nella rappresentazione del bambino.
Nell'epoca post Tridentina la cura dell'infanzia assunse un rilievo strategico, all'interno delle famiglie: allevamento ed educazione dei bambini furono posti sotto controllo. Si ritenne che la cura tenera e delicata del bambino fosse parte essenziale nell'armonia del nucleo familiare e nello spazio domestico si raccomandò affetto e tenerezza. Il mondo della donna, madre e sposa, rientrava in questa valorizzazione dei rapporti familiari e la donna fu considerata come elemento essenziale per la coesione tra le generazioni. Il ritratto assunse quindi un valore etico oltre che artistico, come è illustrato nel libro di Gabriele Paleotti, cardinale di Bologna, che fu molto attento ad indirizzare i fedeli verso uno stile di vita virtuoso e amorevole in famiglia, così come caldeggiato dal Concilio di Trento e poi ripreso nei Concili cittadini.
La bambina ritratta assomiglia alla bambina (o bambino) del disegno a matite colorate, datato 1580-1585 e conservato al Gabinetto dei disegni e delle stampe degli Uffizi, che proviene dalla collezione del cardinale Leopoldo de' Medici.. Si nota anche una rassomiglianza con la bambina in primo piano del Ritratto di famiglia di Lavinia Fontana, in cui è rappresentata un'intera famiglia alto borghese, dipinto oggi conservato alla Pinacoteca di Brera e databile allo scadere del Cinquecento o ai primissimi anni del Seicento.